# Hermann J. Huber
Hermann J. Huber (Moosbach, 31 de octubre de 1954 – Moosbach, 28 de julio de 2009) fue un periodista y escritor alemán.

## Biografía
Después de ir al colegio de primaria en Weiden in der Oberpfalz, Baviera, en el Augustinus-Gymnasium Weiden Huber estudió teología e historia en Múnich en la Universidad de Múnich. Después de acabar los estudios, Huber trabajó como periodista. De 1977 a 1981 Huber fue presidente de la organización Medien und Jugend in Deutschland. Huber fue editor en jefe de las revistas Die alternative y Der Blickpunkt. En la década de los 80 y 90, Huber escribió 14 libros. En 1989, su obra Leben, Lieben, Legenden se convirtió todo un éxito nacional. En ese libro, Huber escribía sobre personajes famosos gais, como el cantante Rex Gildo.
Huber, que reconoció públicamente su homosexualidad, murió de un infarto el 28 de julio de 2009.

## Obras
- Leben, Lieben, Legenden (1989)
- Leben, Laster, Leidenschaft, Weitere 60 schillernde Kultstars der Schwulen (Foerster Verlag, Frankfurt/Main)
- Gay Video Guide – Parte 1 (Foerster Media, Offenbach)
- Gay Video Guide – Parte 2 (Foerster Media, Offenbach)
- Das schwule Dschungelbuch (Foerster Media, Offenbach)
- Schauspieler Lexikon der Gegenwart – Germany Austria Switzerland (Langen Müller Verlag, Múnich)
- Gewalt und Leidenschaft – Filmlexikon (Bruno Gmünder Verlag, Berlin)
- Gott spielt mit – Film- und Fernsehstars über ihren Glauben (Herder Verlag, Friburgo)